# Georges Groine
Georges Groine (Clermont-Ferrand, Francia; 19 de febrero de 1934 - Clermont-Ferrand; 30 de noviembre de 2022) fue un ex piloto de Rally raid de camiones y empresario francés creador de la empresa Transports Groine, que participó en el Rally Dakar.

## Carrera Deportiva
Participó en su primer Dakar al volante de un camión en la segunda edición, en 1980, con su hijo Bruno Groine y su amigo Hugues Larrouzé, a su edad de 46 años, no pudiendo terminar la carrera.
Tras lograr podio en 1981, se consagró campeón del Rally Dakar en las ediciones 1982 y 1983 de la categoría de camiones, teniendo de copiloto a Thierry de Saulieu y de mecánico a Bernard Malferiol con la escudería de Mercedes Benz.
En 1987 ganó su primer y único Rally de los Faraones en la categoría camiones, con la escudería de Mercedes Benz junto al piloto Yves Ferri.

## Fallecimiento
El miércoles 30 de noviembre de 2022 a la edad de 88 años falleció en su ciudad natal Clermont-Ferrand, Francia por causas naturales.

## Resultados

### Rally Dakar
| Año     | Clase    | Vehículo      | Copiloto / Mecánico                    | Posición "Camiones" | Posición "General" |
| ------- | -------- | ------------- | -------------------------------------- | ------------------- | ------------------ |
| 1980    | Camiones | Mercedes Benz | Bruno Groine / Hugues Larrouzé         | Abandono.           | Abandono.          |
| 1981    | Camiones | Mercedes Benz | Thierry de Saulieu / Bernard Malferiol | 3.º                 | 42.º               |
| 1982    | Camiones | Mercedes Benz | Thierry de Saulieu / Bernard Malferiol | 1.º                 | 19.º               |
| 1983    | Camiones | Mercedes Benz | Thierry de Saulieu / Bernard Malferiol | 1.º                 | 19.º               |
| 1984    | Camiones | Mercedes Benz | Thierry de Saulieu / Christian Léonard | Abandono.           | Abandono.          |
| 1985    | Camiones | Mercedes Benz | Chantal Nobel / Bernard Malferiol      | 5.º                 | 50.º               |
| 1986    | Camiones | Mercedes Benz | Bernard Malferiol / Christian Léonard  | Abandono.           | Abandono.          |
| 1987    | Camiones | Mercedes Benz | Bernard Malferiol / Christian Léonard  | 7.º                 | 47.º               |
| 1988    | Camiones | Mercedes Benz | Bernard Malferiol / Yves Grall         | 6.º                 | 65.º               |
| 1990    | Camiones | Mercedes Benz | Philippe Salaun /A. De Resende         | 6.º                 | 47.º               |
| 1993    | Camiones | Mercedes Benz | Laurent Guéguen / Patrice Guerin       | 8.º                 | 24.º               |
| Fuente: |          |               |                                        |                     |                    |